# Smerfy (serial animowany)
Smerfy (ang. The Smurfs, fr. Les Schtroumpfs) – amerykańsko-belgijski serial animowany dla dzieci powstały na podstawie komiksów Smerfy autorstwa Peyo i stworzony przez studio Hanna-Barbera dla stacji NBC. W Polsce serial zagościł po raz pierwszy na antenie Pierwszego Programu Telewizji Polskiej w 1987 roku.

## Fabuła
Serial, którego akcja rozgrywa się w średniowieczu, opowiada o przygodach niebieskich stworzeń zwanych Smerfami. Ich głównym wrogiem jest zły czarnoksiężnik Gargamel, który wraz ze swoim kotem Klakierem i asystentem Nicponiem (od 6. serii) próbuje je złapać.
W sumie wyprodukowano 258 odcinków kreskówki, na które składa się ok. 420 odcinków (niektóre 12-, inne 22-minutowe). W czasie produkcji Smerfów powstał także 16-odcinkowy serial Przygody Piłita i Johana (w którym niebieskie skrzaty także biorą udział). Smerfy były wyświetlane w 30 krajach. Niektóre motywy muzyczne pojawiające się w serialu mają swoje źródło w muzyce poważnej (m.in. VIII Symfonia „Niedokończona” Franza Schuberta, Koncert fortepianowy nr 1 Ferenca Liszta, a także Symfonia nr 40 w g-moll W.A. Mozarta i W grocie Króla Gór Edvarda Griega).

## Film pełnometrażowy
Zanim powstał serial animowany, Smerfy zadebiutowały w filmie animowanym (współtworzonym przez samego Peyo) Smerfowy flet, który był adaptacją pierwszego komiksu w którym się pojawiły. Mimo że Smerfy wymienione są w tytule, Johan i Pirlouit są głównymi bohaterami, a Smerfy grają rolę drugoplanową. W filmie Smerfy pomagają odzyskać bohaterom magiczny flet, który sprawia, że ludzie tańczą bez opamiętania, a następnie wycieńczeni od tańczenia zapadają w śpiączkę.